# Дебора Фалабелла
Дебора Ліма Фалабелла (порт. Débora Lima Falabella; нар. 22 лютого 1979, Белу-Оризонті, Мінас-Жерайс, Бразилія) — бразильська акторка, режисерка театру та кіно. Здобула популярність роботами у телесеріалах «Клон» (2001) та «Проспект Бразилія» (2012).

## Життєпис та кар'єра
Народилася 22 лютого 1979 року в місті Белу-Оризонті, штат Мінас-Жерайс. Розпочала акторську діяльність на TV Globo у молодіжному телесеріалі «Новий геркулес». Також знімалася в інших телесеріалах, таких як Ангел, що впав з небес, Клон, Господиня долі, Двоє осіб і Проспект Бразилія. У кіно знялася в бразильських картинах, таких як Cazuza — O Tempo Não Pára, Dois Perdidos numa Noite Suja і A Dona da História.
У мінісеріалі «JK» зіграла роль першої леді Сари Кубічек. У 2006 році отримала головну роль в історичній теленовелі «Сеньйорита», ремейк 1986 року. У 2010 році, через рік після народження доньки, повернулася на екрани у негативній комедійній ролі у серіалі «Так призначено зірками». У 2011 році запрошена до комедійного ситка «Невидима жінка», який став лауреатом Міжнародного Еммі. 
У 2012 році отримала провідну роль у теленовелі Проспект Бразилії. Після гучного успіху «Проспекту» присвячує себе театру, зокрема гастролює зі спектаклем «Сутички», який отримав визнання критики та кілька нагород. 2014 року з Бруну Гальяссу грає пару в трилерному мінісеріалі сценаристки Глорії Перес «Подвійна ідентичність». 2017 року особисто запрошена Глорією Перес на роль Ірені Стайнер у телесеріалі «Сила Бажання». Це її перша повноцінна негативна персонажка у теледраматургії, за яку її назвали «Найкращою акторкою другого плану». У 2018 році зайнята на зйомках детективного серіалу «Якщо зараз заплющу очі» за однойменним романом Едні Сілвестрі, в якому грає першу леді Ізабель, та на зйомках першого сезону «Aruanas» — ексклюзивне виробництво телеканалу «Globo» для платформи GloboPlay.

## Особисте життя
У неї дві старші сестри — Жунія (працює у сфері реклами) та Синтія, теж акторка та режисерка. 
У 2000 році зустрічалася з партнером по серіалу «Дітна» (Chiquititas) Андре Курсіну. У 2001—2004 роках мала стосунки з актором Даніелем де Олівейра. 
У 2005 році пошлюбила музиканта Едуардо "Чак" Іполіто. 9 травня 2009 року народила доньку Ніну. Розлучилася у жовтні 2010 року.
У 2011—2012 роках зустрічалася з актором Даніелем Алвім.
З Мурілу Бенісіу, колегою по серіалу «Клон», стала зустрічатися на зйомках «Проспект Бразилія». Прожила з ним цивільним шлюбом 7 років, у травні 2019 оголосила про розлучення. У 2019—2021 була у стосунках з актором Густаво Ваз — партнером у серіалі «Аравани» та у фільмі «Злітаючи з котушок». У листопаді 2022 року в Сан-Паулу одружилася з режисером та продюсером Фернандо Фраїа (Fernando Fraiha).
Отримала італійське громадянство у 2017 році.

## Фільмографія

### Кінофільми
| Рік  | Українська назва               | Оригінальна назва            | Роль                   | Коментар               |
| ---- | ------------------------------ | ---------------------------- | ---------------------- | ---------------------- |
| 2001 | Франсуаза                      | Françoise                    | Франсуаза              | короткометражний фільм |
| 2002 | Двоє втрачених у сутінках ночі | 2 Perdidos numa Noite Suja   | Пако (Ріта)            |                        |
| 2003 | Лісбела та Злочинець           | Lisbela eo Prisioneiro       | Лісбела                |                        |
| 2003 | Луні Тюнз: Знову у справі      | Looney Tunes: Back in Action | Кейт Хогтон            | озвучування            |
| 2004 | Казуза — час не зупинити       | Cazuza — O Tempo Não Pára    | Деніз Дюмон            |                        |
| 2004 | Господиня долі                 | A dona da história           | Кароліна (у молодості) |                        |
| 2006 |                                | Forgotten Boys: 5 Mentiras   | солістка               | музичний кліп          |
| 2006 |                                | Sidney Magal: Tenho          | дівчина в жовтій сукні | музичний кліп          |
| 2007 | Кузен Базіліо                  | Primo Basilio                | Луїза                  |                        |
| 2008 |                                | La Dolorosa                  | Міранда                | короткометражний фільм |
| 2008 | Номер 38                       | Quarto 38                    | Симона                 | короткометражний фільм |
| 2009 | Солодко та Гірко               | Doce Amargo                  | Мойра/Моема            | короткометражний фільм |
| 2011 | Моя країна                     | Meu País                     | Мануела                |                        |
| 2011 | Хороші люди                    | Homens de Bem                | Марі                   |                        |
| 2013 | Три мавпи                      | Dois Macacos Mais Um         |                        | не вийшов              |
| 2016 | Вічний син                     | O Filho Eterno               | Клаудія                |                        |
| 2018 | Поцілунок на асфальті          | O Beijo no Asfalto           | Селмінья               |                        |
| 2018 | Все кліше кохання              | Todo o Clichê de Amor        | Еллен                  |                        |
| 2021 | Злітаючи з котушок             | Depois a louca sou eu        | Дані                   |                        |
| 2023 | Ласкаво просимо, Віолета       | Bem-Vinda, Violeta!          | Ганна                  |                        |

### Телесеріали
| Год  | Українська назва                             | Оригінальна назва           | Роль                                           | Комментарий                            |
| ---- | -------------------------------------------- | --------------------------- | ---------------------------------------------- | -------------------------------------- |
| 1998 | Тренування/Мереживо/Новий Геркулес           | Malhação                    | Антонія                                        |                                        |
| 1999 | У світі жінок                                | Mulher                      | Ана (Анінія)                                   | серія «Подія» («O Acidente»)           |
| 2000 | Дітвора                                      | Chiquititas                 | Естрела Браганса Д'Авіла                       |                                        |
| 2001 | Ангел, що впав з небес                       | Um Anjo Caiu do Céu         | Марія Христина де Монталтіно Медейрос (Кука)   |                                        |
| 2001 | Клон                                         | O Clone                     | Крейда Феррас                                  |                                        |
| 2003 | Тепер їхня черга                             | Agora É que São Elas        | Леонарда Мендес Галван (Лео)                   |                                        |
| 2003 |                                              | Casseta & Planeta, Urgente! |                                                | спеціальна участь                      |
| 2004 | Одне серце                                   | Um Só Coração               | Ракель Розенберг                               |                                        |
| 2004 | Господиня долі                               | Senhora do Destino          | Марія Едуарда Корреа де Андраде і Коута (Дуда) |                                        |
| 2006 | Жуселіну Кубічек                             | JK                          | Сара Лемос Кубічек (у молодості)               |                                        |
| 2006 | Сеньйорита                                   | Sinhá Moça                  | Марія дас Грасас Феррейра Фонтес (Сеньйорита)  |                                        |
| 2006 |                                              | Sitcom.br                   |                                                | епізод «Крапки над i» («Ponto nos Is») |
| 2006 |                                              | "Cineview " "               |                                                | провідна                               |
| 2007 | Дві особи                                    | "Duas Caras " "             | Жулія де Кейрос Баррето                        |                                        |
| 2009 | Шум і Лють                                   | Som & Fúria                 | Сара                                           |                                        |
| 2010 | Так передбачено зірками                      | Escrito nas Estrelas        |                                                |                                        |
| 2010 | Шумиха                                       | "Ti Ti Ti " «               | Ізабель Кампос Дімері                          |                                        |
| 2011 | Невидима жінка                               | A Mulher Invisível          | Кларіссі                                       | 1 та 2 сезони                          |
| 2011 | Хороші люди                                  | Homens de Bem               | Марі                                           | телефільм                              |
| 2012 | Проспект Бразилії                            | Avenida Brasil              |                                                |                                        |
| 2014 | Подвійна ідентичність/Роздвоєння особистості | Dupla Identidade            | Райані Гуржел (Рей)                            |                                        |
| 2015 | Мерзавки                                     | As Canalhas                 | Жульєта                                        | 3 сезон, серія „Жульєта“ („Julieta“)   |
| 2016 | Нічого не буде як раніше                     | Nada Será Como Antes        | Вероніка Майя                                  |                                        |
| 2017 | Сила бажання                                 | A Força do Querer           |                                                |                                        |
| 2019 | Якщо зараз заплющу очі                       | Se Eu Datar os Olhos Agora  | Ізабель Маркес Торрес                          |                                        |
| 2019 | Аровани                                      | Aruanas                     | Наталі Ліма                                    | 1 сезон                                |
| 2019 | Кібер-жертви                                 | Vítimas digitais            | Рената Гімараїс                                | серія „Рената“ („Renata“)              |
| 2020 | Аровани                                      | Aruanas                     | Наталі Ліма                                    | 2 сезон                                |
| 2023 | Кінець                                       | Fim                         | Ірені                                          |                                        |

### Утеатрі
| Рік       | Українська назва вистави                     | Оригінальна назва                        | Роль                                | Режисер                                      | Коментар                                |  |
| --------- | -------------------------------------------- | ---------------------------------------- | ----------------------------------- | -------------------------------------------- | --------------------------------------- |  |
| 1995      |                                              | ''Flicts''                               |                                     | Зіралдо Алвіс Пінто (Ziraldo Alves Pinto)    |                                         |  |
| 1996      | Родина Адамсів                               | The Adams                                | Венздей Аддамс                      | Карлос Градім (Carlos Gradim)                |                                         |  |
| 2004      | Білі ночі                                    | Noites Brancas                           | Настенька                           | Яра ді Новаес (Yara de Novaes)               |                                         |  |
| 2006      | Змія                                         | A Serpente                               | Гіда                                | Яра ді Новаес (Yara de Novaes)               |                                         |  |
| 2007      | Чорний континент                             | O Continente Negro                       | Три персонажі                       | Адербал Фрейре Фільо (Aderbal Freire Filho)  |                                         |  |
| 2010      | Кохання та інші дивні чутки                  | O Amor e Outros Estranhos Rumores        | Три персонажі                       | Яра ді Новаес (Yara de Novaes)               |                                         |  |
| 2013-2018 | Сутички                                      | Contrações                               | Емма                                | Грейс Пасо (Grace Passô)                     |                                         |  |
| 2014      | Король та зачарована корона                  | O Rei ea Coroa Enfeitiçada               |                                     | Дебора Фалабелла та Синтія Фалабелла         |                                         |  |
| 2015      | Вид Аляски                                   | Uma Espécie de Alasca                    |                                     | Габріель Фонтес Пайва (Gabriel Fontes Paiva) | художник по костюмах — Дебора Фалабелла |  |
| 2015-2016 | Тримати від дітей подалі                     | Mantenha fuera do abast do bebê          | Дівчина, яка бажає всиновити дитину | Ерік Ленаті (Eric Lenate)                    |                                         |  |
| 2017-2018 | Кохання кохання Кохання                      | Love, Love, Love                         | Сандра (у молодості), Роуз          | Ерік Ленаті (Eric Lenate)                    |                                         |  |
| 2018-2019 | Маленька кравчиня                            | A Minicostureira                         |                                     | Дебора Фалабелла та Синтія Фалабелла         |                                         |  |
| 2019-2022 | У цьому божевільному світі, цієї сяючої ночі | Neste Mundo Louco, Nesta Noite Brilhante | Дівчина, яку зґвалтували            | Габріель Фонтес Пайва (Gabriel Fontes Paiva) |                                         |  |
| 2020      | Слово дороге                                 | Cara Palavra                             | Різні персонажі                     | Педро Брісіу (Pedro Brício)                  | Онлайн-вистава                          |  |
| 2020      | Будь я там                                   | Se Eu Estivesse Aí                       | Грає саму себе                      | Дебора Фалабелла та Густаво Ваз              | Онлайн                                  |  |

## Премії та нагороди
| Рік  | Категорія                                                                    | Фестиваль                           | Роль                                       | Коментар  |
| ---- | ---------------------------------------------------------------------------- | ----------------------------------- | ------------------------------------------ | --------- |
| 2001 | Special Mention                                                              | Première Brazil                     | Françoise                                  | Перемога  |
| 2001 | Short Film Competiton 35mm — Best Actress (Curta em 35mm — Найкраща акторка) | Golden Kikito                       | Françoise                                  | Перемога  |
| 2001 | 35mm Short Films — Best Actress (Curtas 35mm — краща актриса)                | Candango Trophy                     | Françoise                                  | Перемога  |
| 2002 | Акторка — відкриття                                                          |                                     | Клон                                       | Перемога  |
| 2002 | Найкраща актриса                                                             | Candango Trophy                     | Фільм „Двоє втрачених у сутінках ночі“     | Перемога  |
| 2004 | Найкраща актриса                                                             | Cinema Brazil Grand Prize           | Фільм „Двоє втрачених у сутінках ночі“     | Перемога  |
| 2004 | Найкраща романтична пара                                                     | Prêmio Contigo                      | „Тепер їх черга“                           | Номінація |
| 2005 | Найкраща романтична пара                                                     | Contigo                             | „Господиня долі“                           | Номінація |
| 2008 | Найкраща актриса                                                             | Contigo                             | „Дві особи“                                | Номінація |
| 2008 | Найкраща романтична пара                                                     | Contigo                             | „Дві особи“                                | Номінація |
| 2009 | Найкраща актриса короткометражки                                             | Festival Paulínia de Cinema         | Doce Amargo                                | Перемога  |
| 2009 | Найкраща актриса другого плану                                               | Prêmio Qualidade Brasil             | » Шум і лють «                             | Номінація |
| 2010 | Найкраща актриса другого плану                                               | Prêmio Extra de Televisão           | „Так призначено з скрізь“                  | Номінація |
| 2010 | Найкраща актриса другого плану                                               | Prêmio Qualidade Brasil             | „Так призначено зірками“                   | Номінація |
| 2012 | Найкраща актриса серіалу чи міні-серіалу                                     | 14º Prêmio Contigo! de TV           | „Невидима жінка“                           | Номінація |
| 2012 | Найкраща актриса                                                             | Prêmio Contigo! de Cinema Nacional  | Фільм „Моя країна“                         | Номінація |
| 2012 | Найкраща актриса                                                             | 11ª Grande Prêmio Cinema Brasileiro | Фільм „Моя країна“                         | Номінація |
| 2012 | Найкраща актриса                                                             | Prêmio Extra de Televisão           | Проспект Бразилії                          | Номінація |
| 2012 | Найкраща актриса                                                             | Prêmio Quem de Televisão            | Проспект Бразилії                          | Номінація |
| 2012 | Улюблена актриса                                                             | Meus Prêmios Nick                   | Проспект Бразилії                          | Номінація |
| 2012 | Найкраща актриса                                                             |                                     | Проспект Бразилії                          | Номінація |
| 2013 | Найкраща актриса                                                             | Prêmio Contigo! de TV               | Проспект Бразилії                          | Номінація |
| 2013 | Найкраща актриса                                                             | Prêmio Aplauso Brasil               | Спектакль Contrações                       | Перемога  |
| 2013 | Найкраща актриса                                                             | Trofeu APCA                         | Спектакль Contrações                       | Перемога  |
| 2014 |                                                                              | Prêmio F5                           | „Подвійна Ідентичність“                    | Перемога  |
| 2015 |                                                                              | Prêmio Contigo! de TV               | „Подвійна Ідентичність“                    | Номінація |
| 2015 | Найкраща актриса                                                             | Prêmio APTR                         | Спектакль Contrações                       | Перемога  |
| 2016 | Найкраща актриса                                                             | Prêmio Quem de Televisão            | » Нічого нічого очікувати як раніше "      | Номінація |
| 2016 | Найкраща актриса                                                             | Prêmio Aplauso Brasil               | Спектакль Mantenha Fora do Alcance do Bebê | Номінація |
| 2017 | Найкраща актриса другого плану                                               |                                     | «Сила Бажання»                             | Перемога  |
| 2021 | Найкраща актриса національного фільму                                        | Series em Cena Awards               | Фільм «Злітаючи з котушок»                 | Номінація |
| 2022 | Найкраща актриса                                                             | Festival Sesc Melhores Filmes       | Фільм «Злітаючи з котушок»                 | Номінація |
| 2022 | Найкраща актриса                                                             | Grande Prêmio do Cinema Brasileiro  | Фільм «Злітаючи з котушок»                 | Номінація |